# Uovo alla coque
Un uovo alla coque è un uovo cotto in modo tale che l'albume solidifichi mentre il tuorlo rimanga liquido.

## Modi di cottura

### Acqua bollente

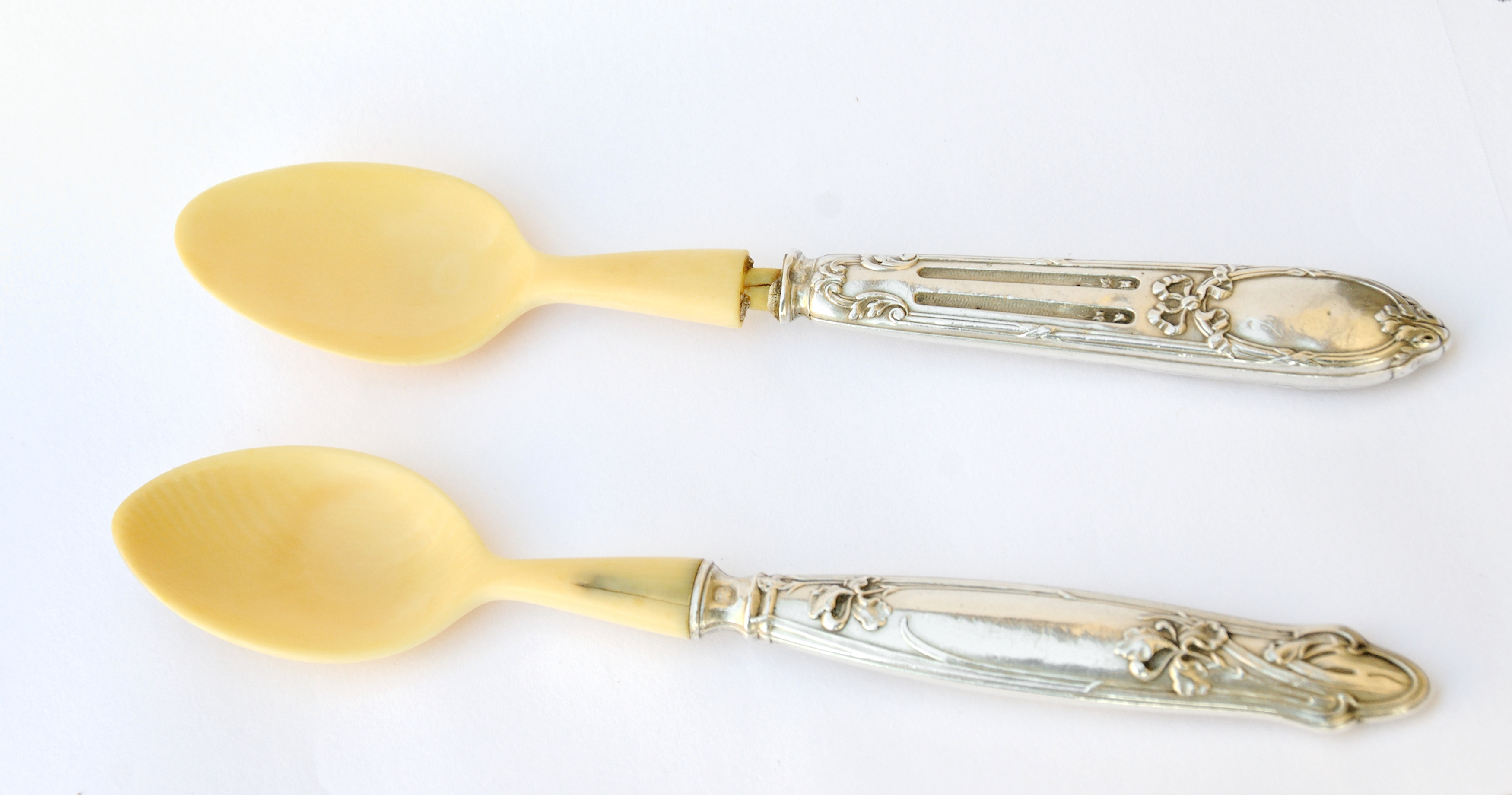
Cucchiaini per uova alla coque con manico in argento

Tradizionalmente, per ottenere un uovo alla coque lo si immerge crudo, completo di guscio, in acqua portata all'ebollizione e lo si lascia in cottura per tre minuti. Questo tempo di cottura fa sì che l'albume si solidifichi, diventando di color bianco e "rivestendo" di sé all'interno il guscio, mentre il tuorlo rimane ancora liquido, ancorché un po' più denso rispetto a quando era crudo. Se lo si lascia ancora un paio di minuti, si ottiene invece un uovo bazzotto.

### Forno
È anche possibile preparare un uovo alla coque cuocendolo in forno (senz'acqua), a patto che si possa regolarne il termostato con precisione. L'albume coagula a 61 °C, mentre il tuorlo a 68 °C, quindi occorre predisporre opportunamente la temperatura del forno tra questi due valori, facendo così coagulare l'albume mentre il tuorlo rimane liquido..

### Resistenza del guscio alla cottura

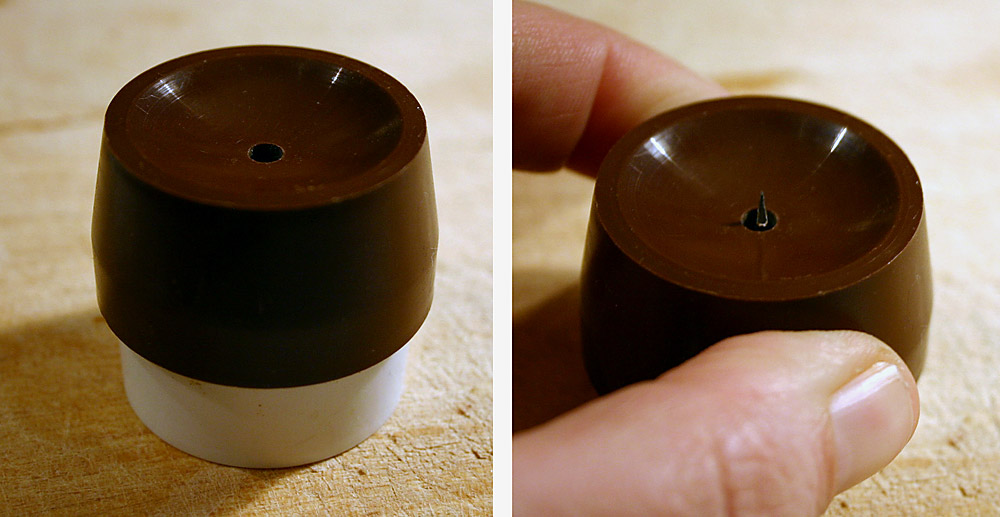
Dispositivo per praticare un piccolo foro nel guscio dell'uovo

L'uovo ha due estremità, una più ampia dell'altra. Quest'ultima contiene una sacca d'aria, presente tra il guscio e la membrana, che si dilata durante la cottura e può provocare crepe nel guscio. Per evitarle è sufficiente praticare un piccolo foro al centro dell'estremità: al momento della cottura l'aria esce dal foro e il guscio non si rompe.

## Storia

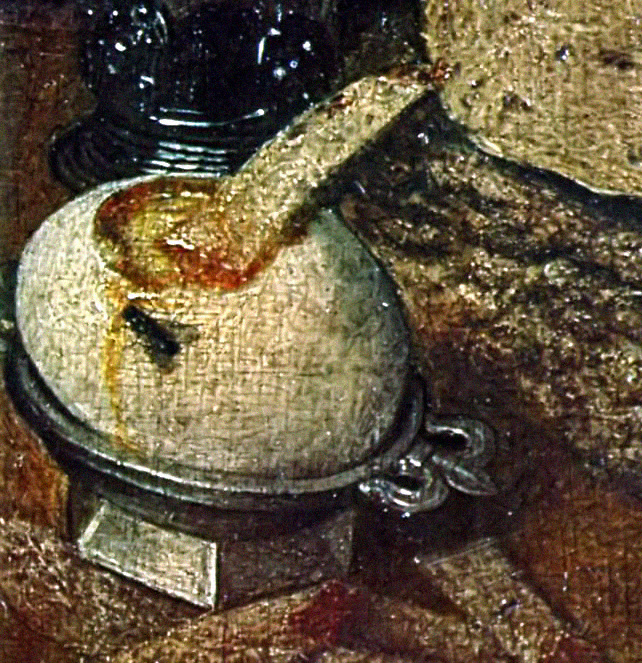
Dipinto di un uovo alla coque del 1630 di Georg Flegel.

Si attribuisce a Luigi XV di Francia la passione per le uova alla coque: ne avrebbe consumate tutte le domeniche e avrebbe fatto installare un allevamento avicolo nel castello di Versailles.
Per quanto riguarda l'etimologia, "coque" deriverebbe dal greco κόγχη = "conchiglia", "guscio" e fa riferimento al fatto che si beve direttamente dal guscio.

## Consumo

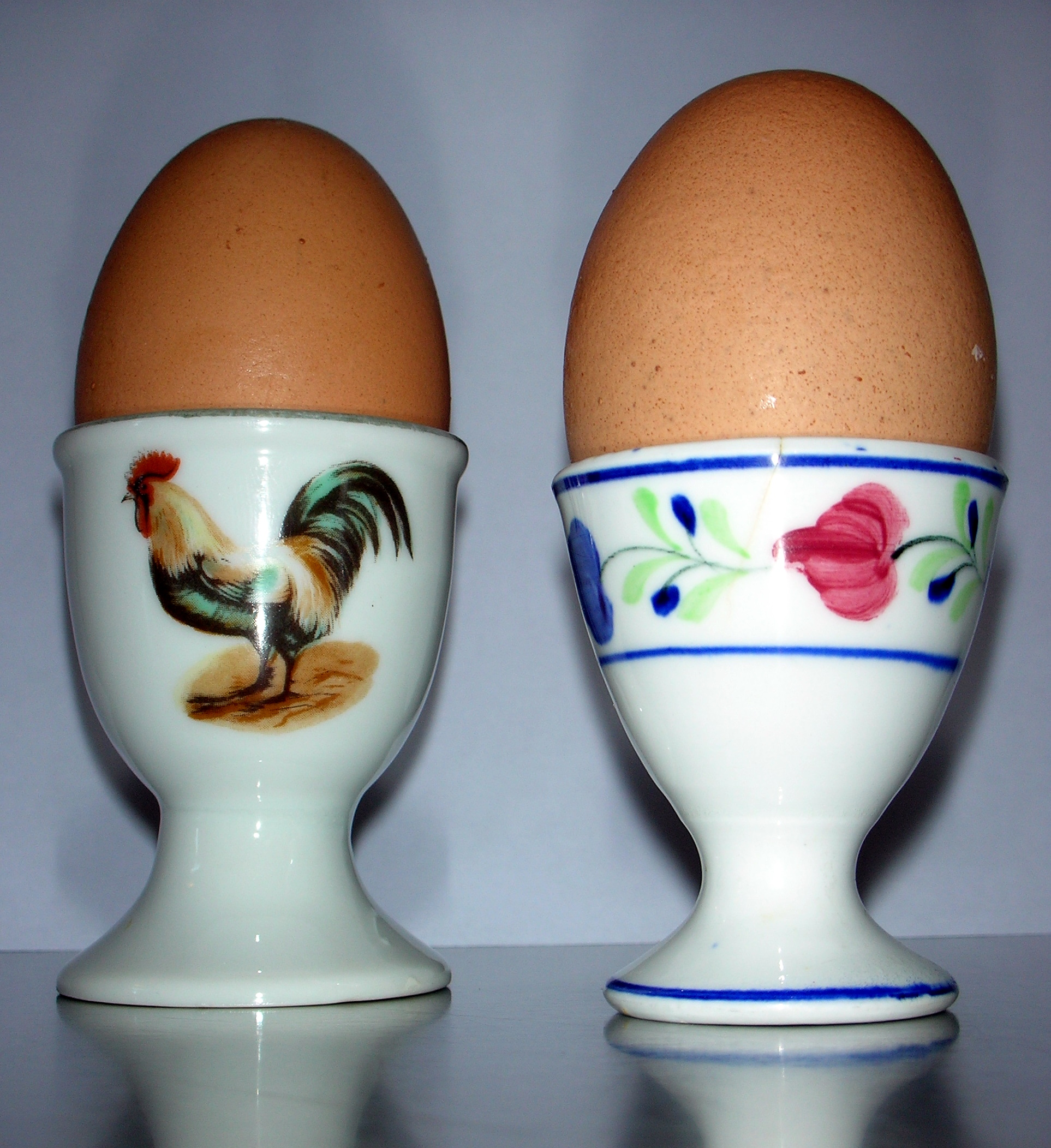
Uova à la coque nei portauovo in ceramica, pronte per il consumo

Solo le uova fresche possono essere consumate à la coque.
Una volta cotto, l'uovo alla coque viene generalmente portato in tavola su un portauovo, piccolo apposito recipiente, che consente di tenere l'uovo in verticale. Inserito con la punta in alto l'uovo, questa viene "tagliata", rimanendo nel contenitore l'uovo con punta mozza, nella quale può essere infilato un cucchiaino per cogliere il contenuto e cibarsene. È anche costume intingere nel tuorlo pezzettini di pane o grissini, ma in ogni caso l'albume solidificato può essere raccolto e mangiato solo grazie all'uso di idonea posata.
Nel XXI secolo l'uovo di gallina cotto alla coque è un piatto ordinario nella cucina dei paesi di cultura occidentale. Viene servito sul piatto principale. Per molti è anche il componente principale della prima colazione.